# Тихон (епископ Коломенский)
Тихон — игумен Кириллова и Угрешского монастырей Русской православной церкви; епископ Коломенский; руководил Коломенской епархией в XVI веке.
О детстве и мирской жизни Тихона сведений практически не сохранилось, да и последующие биографические данные о нём очень скудны и отрывочны; известно лишь, что в 1515 году он был определён игуменом в Кирилло-Белозерский монастырь Новгородской епархии, а в 1517 году переведён игуменом в Николо-Угрешский монастырь Московской епархии.
28 февраля 1520 года Тихон рукоположён был во епископа Коломенского.
Его имя встречается в поручной грамоте, данной в 1522 году князем Василием Васильевичем Шуйским (Немым) о бытии ему в верности у своего государя.